# Stenasellus strinatii
Stenasellus strinatii är en kräftdjursart som beskrevs av Guy Magniez 1991. Stenasellus strinatii ingår i släktet Stenasellus och familjen Stenasellidae. Inga underarter finns listade i Catalogue of Life.